# Gudo Visconti
Gudo Visconti est une commune italienne de la ville métropolitaine de Milan, dans la région de la Lombardie.

## Géographie
- 1Carte dynamique
- 2Carte Openstreetmap
- 3Carte topographique
- 4Carte avec les communes environnantes

## Administration
| Période                                  | Période | Identité | Étiquette | Qualité |
| ---------------------------------------- | ------- | -------- | --------- | ------- |
|                                          |         |          |           |         |
| Les données manquantes sont à compléter. |         |          |           |         |

### Communes limitrophes
Gaggiano, Vermezzo, Zelo Surrigone, Morimondo, Rosate.